# Nadine Descheneaux
 (novembre 2022).
Si vous disposez d'ouvrages ou d'articles de référence ou si vous connaissez des sites web de qualité traitant du thème abordé ici, merci de compléter l'article en donnant les références utiles à sa vérifiabilité et en les liant à la section « Notes et références ».
Nadine Descheneaux est une auteure, journaliste et blogueuse, née à Greenfield Park (Longueuil) en 1977. Elle a publié une quarantaine de titres pour la jeunesse, dont la série à succès Les secrets du divan rose, et trois essais.
Elle a fini finaliste dans plusieurs compétitions comme le Prix littéraire Hackmatack en 2015.

## Biographie
Nadine Descheneaux est deux fois boursière en création littéraire au Conseil des arts de Longueuil, soit en 2012 et 2013.
En 2013, elle reçoit une bourse de Québec Édition / Conseil des arts et des lettres du Québec, pour sa présence au Salon du livre de Paris.
Depuis 2006, elle participe, au Québec et au Nouveau-Brunswick, à différents événements liés à la littérature, en plus de donner de nombreux ateliers dans les écoles.
Avec Nancy Coulombe, elle tient le populaire blogue Les (Z)imparfaites.

## Album jeunesse
- Quels drôles d’orteils !, écrit avec Sophie Rondeau, Éditions du Renouveau pédagogique, 2007.
- Zouzou cachette, Éditions du Renouveau pédagogique, 2010.
- La collation de Barbo, écrit avec Sophie Rondeau, Éditions du Renouveau Pédagogique, 2011.
- Noël en été, Éditions du Renouveau Pédagogique, 2011.
- Non, petits gourmands !, écrit avec Sophie Rondeau, Éditions du Renouveau Pédagogique, 2012.
- Les 4 Super - Mauvais joueur! (Tome 1), écrit avec Pierre Labrie, avec des illustrations d'Éric Péladeau, Andara éditeur, 2012.
- Les 4 Super - Ce n'est pas du gâteau! (Tome 2), écrit avec Pierre Labrie, avec des illustrations d'Éric Péladeau, Andara éditeur, 2012.
- Les 4 Super - À la plage! (Tome 3), écrit avec Pierre Labrie, avec des illustrations d'Éric Péladeau, Andara éditeur, 2013.
- Les 4 Super - Château fort! (Tome 4), écrit avec Pierre Labrie, avec des illustrations d'Éric Péladeau, Andara éditeur, 2013.
- La chasse à la mouche, avec des illustrations de Martin Goneau, Éditions de la Smala, 2013.
- La fin des bisous, avec des illustrations de Martin Goneau, Éditions de la Smala, 2014.

## Roman jeunesse
- Plus tard, c’est quand ?, Boomerang éditeur jeunesse, 2006.
- Alerte rouge, Boomerang éditeur jeunesse, 2007.
- Comment ça va, Flavie ?, Boomerang éditeur jeunesse, 2007.
- Le pirate Safran grelotte, Boomerang éditeur jeunesse, 2007.
- Les dents de la serre, Boomerang éditeur jeunesse, 2009.
- Chut ! J’ai triché !, Boomerang éditeur jeunesse, 2009.
- Les secrets du divan rose : Oui, non… peut-être ? (Tome 1), Boomerang éditeur jeunesse, 2009.
- Les secrets du divan rose : Trois boutons (Tome 2), Boomerang éditeur jeunesse, 2009.
- Les secrets du divan rose : 107 jours d’amour… (Tome 3), Boomerang éditeur jeunesse, 2009.
- Les secrets du divan rose : Cœur de pierre (Tome 4), Boomerang éditeur jeunesse, 2010.
- Les secrets du divan rose : 8 histoires d’amour plus tard (Tome 5), Boomerang éditeur jeunesse, 2010.
- Les secrets du divan rose : Un été sucré ! (Tome 6), Boomerang éditeur jeunesse, 2011.
- Échec et mat, Éditions du Phoenix, 2011.
- Les secrets du divan rose : Un vrai casse-tête (Tome 7), Boomerang éditeur jeunesse, 2011.
- Safran plein de plumes, Boomerang éditeur jeunesse, 2011.
- La terrible faim de Safran, Boomerang éditeur jeunesse, 2012.
- Les secrets du divan rose : Amour, rock et Divans Bleus (Tome 8), Boomerang éditeur jeunesse, 2012.
- Les idées folles de Rebecca : Un journal (pas) très intime (Tome 1), Boomerang éditeur jeunesse, 2012.
- Les secrets du divan rose : Graffiti d’amour (Tome 9), Boomerang éditeur jeunesse, 2013.
- Les idées folles de Rebecca : Nom d’une Rebecca (Tome 2), Boomerang éditeur jeunesse, 2013.
- Destination Monstroville : Moche-Café (Tome 1), écrit avec Sophie Rondeau, Éditions Druide, 2013.
- Les secrets du divan rose : Un cœur sur le sable (Tome 10), Boomerang éditeur jeunesse, 2014.
- Mission : espion, Éditions Les Malins, 2014.
- Destination Monstroville : La bibliopet (Tome 3), Éditions Druide, 2015.

## Roman
- L'Étape, coll. Sur la route, écrit avec Pierre Labrie, Andara éditeur, 2012.
- La 132, coll. Sur la route, écrit avec Pierre Labrie, Andara éditeur, 2012.
- Le camp, coll. Sur la route, écrit avec Pierre Labrie, Andara éditeur, 2013.

## Essai
- Le guide de survie des (Z)imparfaites, écrit avec Nancy Coulombe, chroniques, Éditions Les Intouchables, 2009.
- Assez, c’est assez! Le seul vrai guide du lâcher-prise des (Z)imparfaites, écrit avec Nancy Coulombe, essai, Éditions Druide, 2014.
- Le guide des prénoms des (Z)imparfaites, écrit avec Nancy Coulombe, essai, Éditions Goélette, 2015.

## Honneurs
- 2015 - Finaliste au Prix littéraire Hackmatack : Mission : espion.
- 2015 - Finaliste au Prix littéraire Hackmatack : Destination Monstroville : Moche Café (tome 1).
- 2015 - Finaliste au Grand Prix album jeunesse de la Montérégie : La fin des bisous.
- 2015 - Finaliste au prix Prix Tamarac (Forest of reading by the Ontario Library Association) : Destination Monstroville : Moche Café (Tome 1).
- 2015 - Sélection Communication-Jeunesse 2014/2015 : Les secrets du divan rose : Un cœur sur le sable (tome 10).
- 2015 - Sélection Communication-Jeunesse 2014/2015 : La chasse à la mouche.
- 2015 - Sélection Communication-Jeunesse 2014/2015 : Destination Monstroville : Moche Café (tome 1).
- 2013 - Finaliste au Prix Tamarac express (Forest of reading by the Ontario Library Association) : Safran plein de plumes.
- 2012 - Sélection Communication-Jeunesse 2012/2013 : Noël en été.
- 2012 - Grand Prix du livre de la Montérégie - catégorie Roman jeunesse : Échec et Mat.
- 2011 - Grand Prix du livre de la Montérégie - catégorie fiction jeunesse au secondaire : Les secrets du divan rose : Cœur de pierre (Tome 4).
- 2010 - Finaliste au Prix grand public Salon du livre de Montréal / LA PRESSE : Les secrets du divan rose : Oui, non… peut-être ? (Tome 1).